# Zabijáci
Zabijáci (v anglickém originále The Killers) je americký kriminální film-noir z roku 1946, režírovaný Robertem Siodmakem. Hlavní role ve filmu ztvárnili Burt Lancaster, Ava Gardner a Edmond O'Brian.

## Příběh
Jednoho večera přijíždí do Brentwoodu v New Jersey dva nájemní zabijáci Al (Charles McGraw) a Max (William Conrad), kteří jsou pověřeni úkolem zabít bývalého boxera Peta Lunda (Burt Lancaster) přezdívanému „Švéd“. V místní jídelně s použití trochy násilí zjistí jeho adresu, ale Švéd se ani přes varování svého kolegy Nicka Adamse (Phil Brown) z autoservisu nepokusí o útěk. Smířený s osudem je následně rozstřílen ve svém pokoji v místní ubytovně.
Pojišťovací agent od společnosti Atlantic Casualty Company Jim Readon (Edmond O'Brien) je následně pověřen vyřešením jeho pojištění. „Švéd“ pracoval pro společnost Tri-States Oil, která měla pro své zaměstnance hromadnou pojistku. Readon se však začne podrobněji zajímat o jeho příběh a postupně ho začne po malých kouscích skládat dohromady. Od Nicka se v márnici nejprve dovídá, že pár dní před jeho smrtí se u nich u servisu stavil nějaký muž, který si Švéda podezřele prohlížel a od té doby přestal docházet do práce.

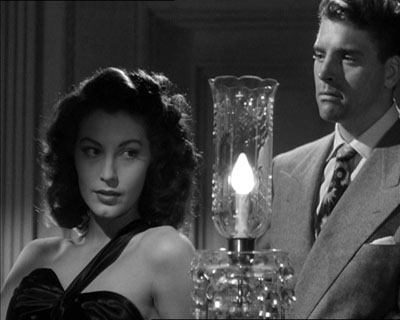
Ava Gardner a Burt Lancaster

Později Readon také zjišťuje, že Švéd odkázal všech svých 2 500 dolarů pokojské Queenie, která ho kdysi našla v pokoji a zachránila ho před sebevraždou. Readonovu šéfovi R. S. Kenyonovi (Donald MacBride) se však jeho osobní pátrání příliš nelíbí a snaží se ho přesvědčit, aby celý případ pustil z hlavy a věnoval se své práci. Readon se však nenechá odradit a během dalšího pátrání se seznámí se Švédovým bývalým přítelem, policejním poručíkem Samem Lubinskym (Sam Levene). Ten mu při jeho návštěvě poví o Švédově boxerské kariéře a o tom, jak dříve chodil s jeho dnešní manželkou Lilly Harmonovou (Virginia Christine) a jak jejich vztah nečekaně rozbila okouzlující zpěvačka v nočním klubu Kitty Collinsová (Ava Gardner), do které se Švéd na první pohled zamiloval. Také se zmíní o bohatém majiteli onoho klubu Colfaxovi (Albert Dekker), přezdívanému „Velký Jim“, jenž si v té době odpykával trest ve vězení. Zhruba měsíc po Samově svatbě s Lilly se však dostal se Švédem do potyčky, když se pokusil zatknout Kitty Collinsovou za krádež klenotů, po které nakonec Švéd dostal tři roky nepodmíněného trestu.
Readon se na Švédově pohřbu následně setkává s dalším s jeho přátel, s jeho spoluvězněm a velkým alkoholikem Charlestonem (Vince Barnett), který mu také poskytne spoustu nových informací. Mimo jiné i to, že hned po Švédově propuštění se oba sešli u Colfaxe na plánování velké loupeže v továrně na klobouky. Srazu se techdy zúčastnili i další Colfaxovi přátelé jako „Dum-Dum“ Clarke, „Blinky“ Franklin i jeho přítelkyně a Švédova velká láska Kitty. Dohledat záznamy o velké loupeži v továrně na klobouky společnosti Prentiss Hat Company, při které bylo uloupeno více než čtvrt milionu dolarů, už nebylo těžké.  
Právě když Readon tato nová fakta představuje svému šéfovi, zavolá mu Sam, že byl postřelen jeden z účastníků loupeže „Blinky“ Franklin, který v transu těsně před smrtí ještě vyzradí, několik dalších faktů. Readona však nejvíce zajímá dění těsně po loupeži a od Franklina se dozvídá, že se gang pokusil Švéda podrazit a sešli se na jiném místě, než bylo původně naplánováno. Švéd se to však dozvěděl a na novém místě setkání je s revolverem v ruce o všechny peníze obral a ujel pryč.  
Švédovy peníze se však dosud nenašly, a proto do Brentwoodu krátce na to přijíždí i další účastník loupeže „Dum-Dum“ Clarke. Readon si na něj však při prohledávání pokoje počká a pod hrozbou jeho pistole ho donutí mluvit. Nepozornému Readonovi však Clarke pistoli brzy vezme a pro změnu zase vytáhne několik informací z Readona. Clarke ho následně zkope do bezvědomí, ale při nadcházejícím policejním zákroku je postřelen a chycen.  
Readonovo pátrání se blíží ke konci, a proto se i se Samem rozhodl navštívit samotného Colfaxe, jenž se nyní živí jako poctivý prodejce střelných zbraní. Readona však zajímá hlavně osud slečny Kitty, která se Švédem údajně utekla, ale nakonec i jeho obrala o všechny peníze. Readonovi a Samovi se nakonec podaří vypátrat i samotnou Kitty, se kterou si následně domluví schůzku před kinem Adelphi. Po krátké jízdě taxíkem si zajdou do baru Zelená kočka, kde jí nabídne ultimátum v podobě 20 let za mřížemi, nebo vrácení všech peněz. Pod touto hrozbou se mu podaří z ní vytáhnou i spoustu chybějících informací a celý příběh mu téměř objasní. Při jejich odchodu si však ještě Kitty odskočí na toaletu a v tom do baru vejdou i oba zabijáci Max s Alem. Krátce poté na Readona vytasí revolvery, ten však stihne převrhnout stůl a mezitím je oba ze zálohy od baru zastřelí Sam. Sam jim ihned zabaví revolvery a Readon vtrhne na dámské toalety, kde zjistí, že Kitty uprchla ven oknem.  
V policejním voze se oba s podporou dalších tří policistů rychle vydají do Colfaxova sídla, kde se však zrovna mezi Colfaxem a „Dum-Dum“ Clarkem odehrává přestřelka. Clarke je po pádu se schodiště mrtvý a Colfax je nalezen na mezipatře smrtelně postřelený. Colfax všem dopoví poslední chybějící dílky příběhu a během žádosti Kitty o vyslovení o její nevině umírá.  

## Obsazení

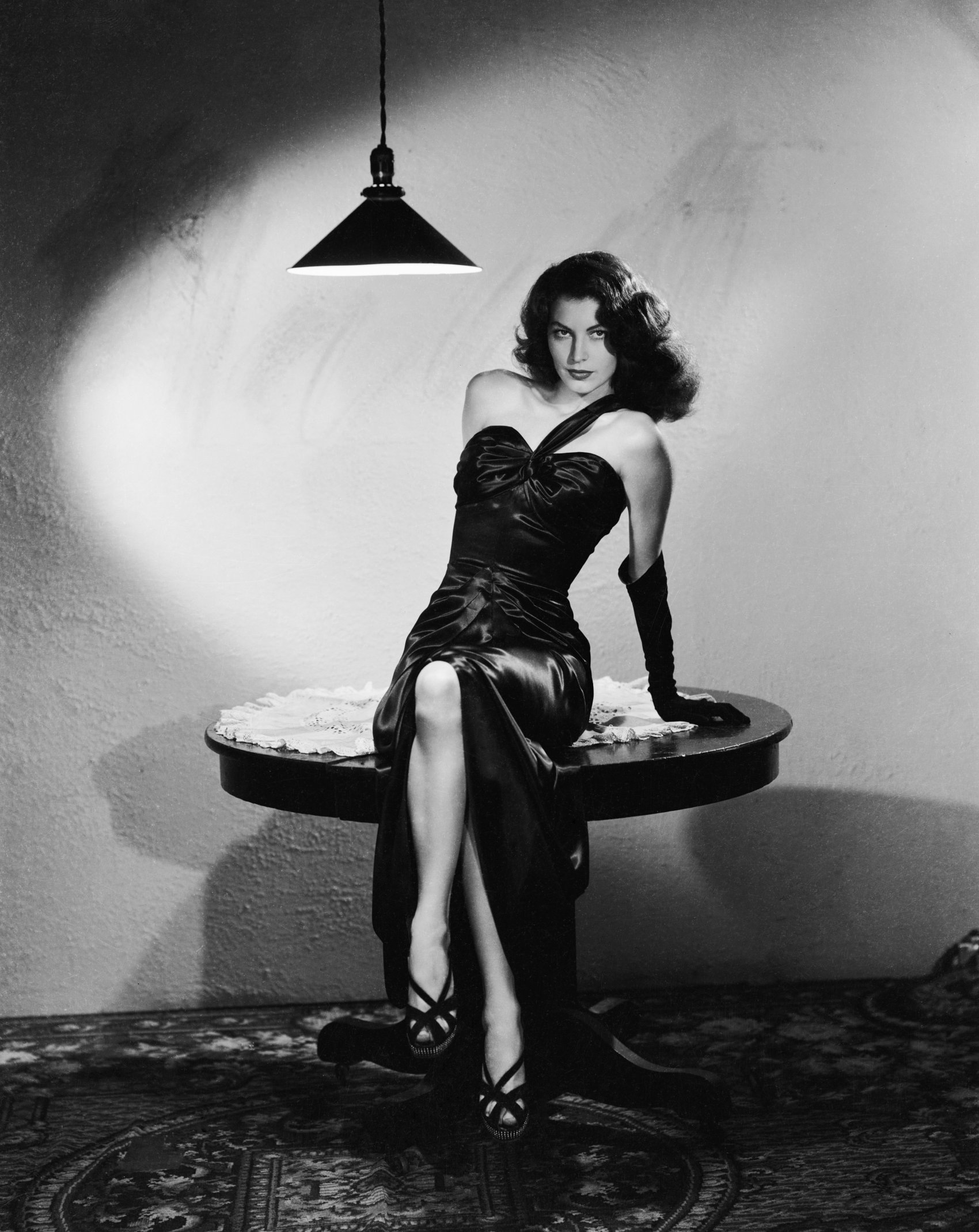
Ava Gardner jako Kitty Collinsová

| Burt Lancaster     | Pete Lund/Ole „Švéd“ Anderson |
| Ava Gardner        | Kitty Collinsová              |
| Edmond O'Brien     | Jim Reardon                   |
| Albert Dekker      | „Velký Jim“ Colfax            |
| Sam Levene         | poručík Sam Lubinsky          |
| Vince Barnett      | Charleston, Švédův spoluvězeň |
| Virginia Christine | Lilly Harmonová Lubinsková    |
| Jack Lambert       | „Dum-Dum“ Clarke              |
| Jeff Corey         | „Blinky“ Franklin             |
| Charles D. Brown   | Packy Robinson                |
| Donald MacBride    | R. S. Kenyon                  |
| Charles McGraw     | Al                            |
| William Conrad     | Max                           |
| Phil Brown         | Nick Adams                    |

## Ocenění

### Nominace
- 1947 – Robert Siodmak – Oscar za nejlepší režii
- 1947 – Anthony Veiller – Oscar za nejlepší adaptovamý scénář
- 1947 – Oscar za nejlepší střih
- 1947 – Miklós Rózsa – Oscar za nejlepší hudbu